# Досин
Досин (укр. Досін) — село в Славутском районе Хмельницкой области Украины.
Население по переписи 2001 года составляло 248 человек. Почтовый индекс — 30030. Телефонный код — 3842. Занимает площадь 0,95 км². Код КОАТУУ — 6823980303.

## Местный совет
30030, Хмельницкая обл., Славутский р-н, с. Аннополь